# Rivière Laforge
Rivière Laforge är ett vattendrag i Kanada.   Det ligger i provinsen Québec, i den östra delen av landet, 1 000 km norr om huvudstaden Ottawa. Rivière Laforge ligger vid sjön Lac Muriel.
Omgivningarna runt Rivière Laforge är i huvudsak ett öppet busklandskap. Trakten runt Rivière Laforge är nära nog obefolkad, med mindre än två invånare per kvadratkilometer.